# Thelymitrinae
Thelymitrinae je podtribus orhideja, dio tribusa Diurideae. Postoji nekoliko rodova, a tipični je Thelymitra koji je sa svojih stotinjak vrsta raširen od Jave do Australije, Novog Zelanda i Nove Kaledonije.
Opisan je u Plantarum vascularium genera secundum ordines ... tab. diagn. 387, comm. 289. 1842.

## Rodovi
1. Calochilus R.Br. (31 spp.)
2. Epiblema R.Br. (1 sp.)
3. Thelymitra J.R.Forst. & G.Forst. (116 spp.)